# 小河口水库
小河口水库是中国山西省临汾市翼城县境内的一座水库，位于浍河北支上，建于1970年。水库正常库容为1235万立方米，集雨面积为338平方千米，海拔为678.3米。